# Réserve naturelle régionale de l'étang et prairie humide des Paquis
La réserve naturelle régionale de l'étang et prairie humide des Paquis (RNR274) est une réserve naturelle régionale située en Champagne-Ardenne dans la région Grand Est. Classée en 2014, elle occupe une surface de 8,31 hectares.

## Localisation

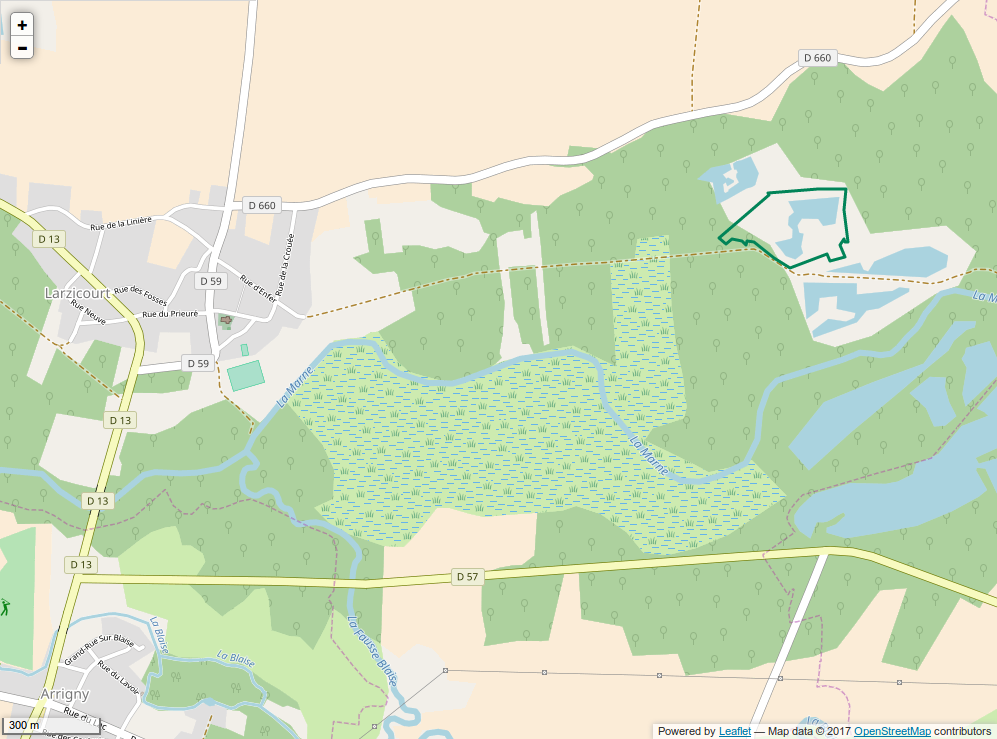
Périmètre de la réserve naturelle.

Le territoire de la réserve naturelle est dans le département de la Marne, sur la commune de Larzicourt.

## Administration, plan de gestion, règlement

### Outils et statut juridique
La réserve naturelle a été créée par une délibération du Conseil régional du 20 janvier 2014.